# روبرت فيرغسون (لاعب كرة قدم أمريكية)
روبرت فيرغسون (بالإنجليزية: Robert Ferguson)‏ هو لاعب كرة قدم أمريكية أمريكي، ولد في 17 ديسمبر 1979 في هيوستن في الولايات المتحدة.

## وصلات خارجية
- روبرت فيرغسون على موقع مرجع كرة القدم المحترفة.كوم (الإنجليزية)